# Austroleptis collessi
Austroleptis collessi är en tvåvingeart som beskrevs av Paramonov 1962. Austroleptis collessi ingår i släktet Austroleptis och familjen Austroleptidae. Inga underarter finns listade i Catalogue of Life.